# Bechir Eklund
Bechir Eklund, född Bechir Eric Stefan Kabli/Eklund den 16 september 1972 i Gävle, är en svensk jurist som har avlagt juris kandidatexamen vid Stockholms Universitet. Bechir Eklund är idag chefsjurist på Danderyds sjukhus AB. Bechir Eklund är även musiker och medlem i musikgruppen Infinite Mass.